# Dichotomius ascanius
Dichotomius ascanius es una especie de escarabajo coprófago del género Dichotomius, subfamilia, Scarabaeinae, orden Coleoptera. Fue descrita por Harold en 1869.

## Distribución
Especie originaria del Neotrópico. Se distribuye por Guayana Francesa, Argentina, Brasil y Paraguay.

## Sinonimia
- Pinotus ascanius Harold, 1869.[1]
- Pinotus ascanius pygidialis Luederwaldt, 1922.[1]
- Pinotus pauloensis Luederwaldt, 1925.[1]